# Nördliche Okeraue zwischen Hülperode und Neubrück
Die Nördliche Okeraue zwischen Hülperode und Neubrück ist ein Naturschutzgebiet in der niedersächsischen Gemeinde Schwülper in der Samtgemeinde Papenteich im Landkreis Gifhorn und in der Gemeinde Wendeburg im Landkreis Peine.
Das Naturschutzgebiet mit dem Kennzeichen NSG BR 099 ist 250 Hektar groß. Davon entfallen 195,6 Hektar auf den Landkreis Gifhorn und 54,4 Hektar auf den Landkreis Peine. Das Naturschutzgebiet ist nahezu vollständig Bestandteil des FFH-Gebietes „Aller (mit Barnbruch), untere Leine, untere Oker“. Im Süden grenzt es an das Naturschutzgebiet „Braunschweiger Okeraue“, im Norden an das Naturschutzgebiet „Okeraue bei Didderse“. Das Gebiet steht seit dem 17. September 1996 unter Naturschutz. Zuständige untere Naturschutzbehörden sind die Landkreise Gifhorn und Peine.
Das Naturschutzgebiet liegt zwischen Braunschweig und Neubrück. Es stellt einen naturnahen, mäandrierenden Abschnitt der Oker einschließlich der Talaue und der angrenzenden Hangterrasse unter Schutz. Die Aue ist überwiegend von Grünland geprägt, das periodisch überschwemmt wird. Die teilweise unbefestigten Ufer der Oker bilden Abbruchkanten und Aufsandungen. Weiterhin sind Altarme und Flutmulden zu finden. Reste der Auenwälder sind noch vorhanden. Daneben sind Hochstaudenfluren, Seggenriede und Röhrichtflächen zu finden. Im Gebiet befindet sich auch das Mündungsgebiet der Schunter.
Während des Vogelzuges ist das Schutzgebiet ein wichtiges Rast- und Nahrungsbiotop für durchziehende Wasservogelarten.